# Mikorzyn (gromada)
Mikorzyn – dawna gromada, czyli najmniejsza jednostka podziału terytorialnego Polskiej Rzeczypospolitej Ludowej w latach 1954–1972.
Gromady, z gromadzkimi radami narodowymi (GRN) jako organami władzy najniższego stopnia na wsi, funkcjonowały od reformy reorganizującej administrację wiejską przeprowadzonej jesienią 1954 do momentu ich zniesienia z dniem 1 stycznia 1973, tym samym wypierając organizację gminną w latach 1954–1972.
Gromadę Mikorzyn z siedzibą GRN w Mikorzynie utworzono – jako jedną z 8759 gromad na obszarze Polski – w powiecie kępińskim w woj. poznańskim, na mocy uchwały nr 23/54 WRN w Poznaniu z dnia 5 października 1954. W skład jednostki weszły obszary dotychczasowych gromad Domanin, Mechnice i Mikorzyn (bez kolonii Mikorzyn) ze zniesionej gminy Kępno-Północ oraz obszar 149,80,74 ha z kart 7 i 8 obrębu Rudniczysko z dotychczasowej gromady Torzeniec ze zniesionej gminy Doruchów w tymże powiecie. Dla gromady ustalono 13 członków gromadzkiej rady narodowej.
Gromadę zniesiono 1 stycznia 1962, a jej obszar włączono do gromady Krążkowy w tymże powiecie.